# Buttermere (Wiltshire)
Buttermere – wieś w Anglii, w hrabstwie Wiltshire. Leży 37 km na północny wschód od miasta Salisbury i 98 km na zachód od Londynu.